# Antonia Fraser

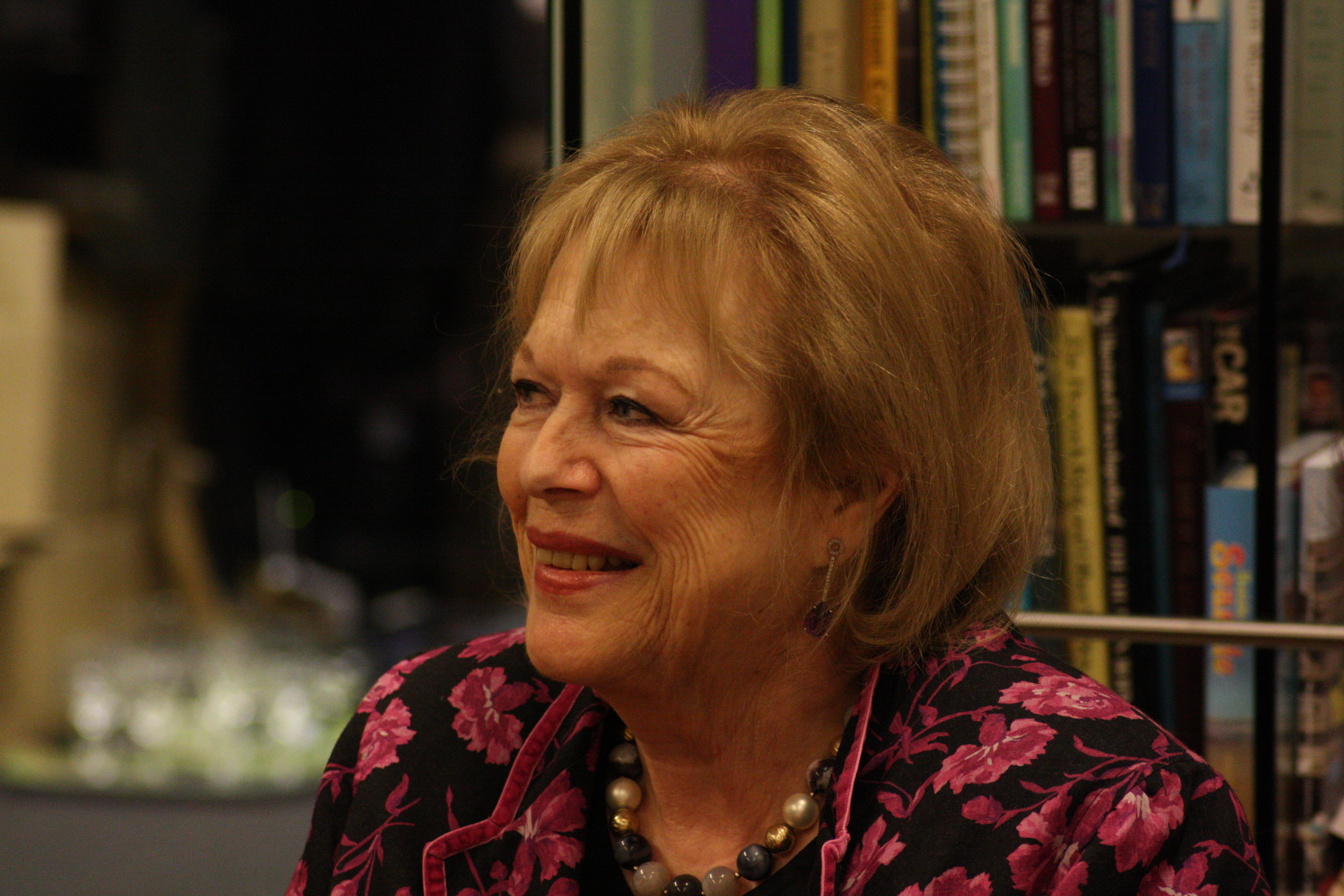
Lady Antonia Fraser (2010)

Lady Antonia Margaret Caroline Fraser CH, DBE (geborene Pakenham, * 27. August 1932 in Bayswater, London) ist eine britische Bestseller-Autorin und Verfasserin historischer Biographien.

## Leben
Antonia Margaret Caroline Pakenhams Familie stammt aus der irisch-englischen Aristokratie. Ihr Vater war Frank Pakenham, 7. Earl of Longford (1905–2001), ein Universitätsdozent für Politik in Oxford, der sich vergeblich als Labour-Kandidat für das Unterhaus bewarb und nach dem Krieg ins Oberhaus einzog, wo er als Gegner der Pornografie bekannt wurde, aber auch als Sozialreformer. Als Tochter eines Earls führt sie das Höflichkeitsprädikat Lady. Auch Antonia Pakenhams Mutter, Elizabeth Longford (1906–2002), eine anerkannte Historikerin, verfasste mehr als ein Dutzend Bücher. Zusammen mit ihren Geschwistern wuchs sie in eine Welt der Literatur hinein und, noch ungewöhnlicher, eine Welt von Anglikanern, die zum Katholizismus übertraten. Ihr Großonkel ist Edward Plunkett, 18. Baron Dunsany.
Sie besuchte die Dragon School in Oxford, wo sie Rugby spielte, die katholische Schule St. Mary’s Convent in Ascot und studierte Geschichte an der Universität Oxford (St. Margaret Hall).
1957 heiratete sie den schottischen Aristokraten und Politiker Hon. Sir Hugh Fraser (1918–1984), zweiter Sohn des Simon Fraser, 14. Lord Lovat, mit dem sie drei Töchter und drei Söhne hatte. Ans Schreiben kam Antonia Fraser über den Verleger George Weidenfeld, für dessen Verlag sie als Lektorin arbeitete und Jugendbücher mit Nacherzählungen der Geschichten von König Artus und Robin Hood verfasste. 1963 veröffentlichte sie ein Buch über Puppen – noch heute ein Standardwerk – und kurz darauf ein Werk über Spielzeuge. Ihre erste große Biographie war 1969 Mary, Queen of Scots, die ihr auch international den Durchbruch verschaffte (sie ist in den USA ebenso bekannt und vernetzt wie in Großbritannien) und in elf Sprachen übersetzt wurde. Es folgten Biographien über Oliver Cromwell und andere Persönlichkeiten der britischen Geschichte und historische Frauengestalten wie Marie-Antoinette. Ihre Sachbücher wurden in mehrere Sprachen übersetzt, auch ins Deutsche. Mitte der 1970er Jahre wagte sie sich erfolgreich in die Welt der Kriminalliteratur.
Im Jahre 1977 endete ihre Ehe mit Hugh Fraser in Scheidung.  Zwei Jahre zuvor hatte sie den Theaterautor und späteren Literaturnobelpreisträger Harold Pinter kennengelernt, eine Affäre, die öffentlich wurde. Harold Pinter verließ 1977 seine Ehefrau – die Schauspielerin Vivien Merchant –, um mit Antonia Fraser zusammenzuleben. Nach der Scheidung Pinters heirateten sie 1980. Bis zu Pinters Tod im Dezember 2008 lebte das Ehepaar gemeinsam am Holland Park in Londons vornehmem West End. Dort lebt Antonia Fraser seit 1959 in ihrem Haus. Antonia Fraser hat aus erster Ehe drei Söhne und drei Töchter.
Nachdem sie 2010 ein Buch über die Zeit mit Pinter veröffentlicht hatte, legte sie 2014 unter dem Titel My History: A Memoir of Growing Up eine autobiografische Schrift über ihre Jugend vor.
Am 22. Oktober 1975 entging sie mit ihrem Mann nur knapp einem IRA-Anschlag, als die Autorin Caroline Kennedy gerade zu Besuch in ihrem Haus in Holland Park war. Eine Autobombe unter ihrem Jaguar explodierte und tötete den Krebsforscher Gordon Hamilton Fairley, einen Nachbarn der Frasers, der seinen Hund ausführte.

## Ämter und Auszeichnungen
- 1970: James Tait Black Memorial Prize in der Kategorie Biographie für Mary Queen of Scots
- 1974–1975: Vorsitzende der Society of Authors
- 1983–1984: Präsidentin der The Edinburgh Sir Walter Scott Club
- 1984: Wolfson History Prize für The weaker vessel
- 1985–1986: Vorsitzende der Crimewriters Association
- 1988–1989: Präsidentin der britischen P.E.N.
- 1992: Commander des Order of the British Empire (CBE)
- 1996: Gold Dagger der Crime Writers Association
- 2011: Dame Commander des  Order of the British Empire (DBE)
- 2017: Mitglied des Order of the Companions of Honour (CH)

Sie ist vierfache Ehrendoktorin (University of Hull, Sussex, Nottingham, St. Andrews).

## Buchverfilmung
- 2006: Marie Antoinette – Regie: Sofia Coppola[10]

## Werke
Historische Werke:
- Mary Queen of Scots, Weidenfeld & Nicolson 1969
  - Deutsche Ausgabe: Maria Stuart, Königin der Schotten. Eine Biographie, Heyne 1989, Claassen 1996
- Cromwell: The Lord Protector, Knopf 1973
- King James VI and I 1974
- Royal Charles: Charles II and the Restoration, Knopf 1979 (in Großbritannien als King Charles II, London: Futura)
- The Weaker Vessel: Woman's Lot in Seventeenth-century England 1984
- The Warrior Queens: The Legends and Lives of Women Who Have Lead Their Nations in War, Knopf 1988 (englische Ausgabe Boadicea's Chariot 1988)
- The six wives of Henry VIII., 1992
  - Deutsche Übersetzung: Die sechs Frauen Heinrichs VIII. Claasen 1995, Heyne 1996
- Faith and Treason: The Story of the Gunpowder Plot, 1996, Anchor Books 1997
- Marie Antoinette, Doubleday 2001
  - deutsch Ausgabe: dtv, München 2006, ISBN 3-421-04267-5.
- Love and Louis XIV: The Women in the Life of the Sun King, New York: Doubleday 2006

Autobiographisches:
- Must You Go? My Life with Harold Pinter, Orion Publishing Group, London, 2010,  ISBN 978-0-297859710.
- My History: A Memoir of Growing Up, 2014

Als Herausgeberin:
- The Lives of the Kings and Queens of England, 1975
- Scottish Love Poems, a personal anthology, 1975
- Love Letters: an anthology 1976
- Heroes and Heroines 1980
- The Pleasure of Reading 1992

Krimis:
- Quiet as a Nun, 1977
  - deutsche Ausgabe: Die Nonne, 1978, Weltbild 2005
- A Splash of Red, 1981
  - Deutsche Ausgabe: Orgie in Rot, Piper 1995
- The cavalier case, 1993
  - Deutsche Ausgabe: Das Kavaliersdelikt, Piper 1993
- Cool repentance 1982
- Oxford Blood, Norton 1985
  - Deutsche Ausgabe: Blaues Blut ist nicht alles, Piper 1994
- Political Death, 1994
- Mitwirkende an George Hardinge (Hrsg.) Ein Werkzeug der Gerechtigkeit. Meistermorde, Blanvalet 1989

Sonstiges:
- Dolls, Weidenfeld & Nicolson 1963
  - Deutsche Ausgabe: Puppen, Ariel 1964, Schöne Puppen, Battenberg 1984
- A history of toys, New York: Delacorte Press 1966
  - Deutsche Ausgabe: Spielzeug, Stalling 1966, Löwit 1976
- The Wild Island, Deutsche Ausgabe: Wilde Insel, Zsolnay 1979, Rowohlt 1981 (Roman)
- Robin Hood, 1955 (als Antonia Pakenham), Dragon Books 1973, Orion Children’s Books 1994 (Kinder- und Jugendbuch, Illustrationen unter anderem von ihrer Tochter Rebecca Fraser)
- King Arthur and the Knights of the Round Table, 1970, Orion Children’s Books 1994 (Kinder- und Jugendbuch Illustrationen Rebecca Fraser)